# Gao Jun
Gao Jun (高军S; 25 gennaio 1969) è un'ex tennistavolista cinese.

## Carriera
All'apice della carriera ha conquistato la medaglia d'argento nella gara del doppio alle Olimpiadi di Barcellona 1992.